# Bladhumusbraam
Bladhumusbraam (Rubus foliosus) is een soort uit het geslacht braam (Rubus).

## Ecologie
Bladhumusbraam komt hoofdzakelijk voor in lichte bossen, mantelvegetatie en struweelhagen op zand- en leemgrond.

### Syntaxonomie
In de syntaxonomie staat bladhumusbraam binnen de struwelen te boek als kensoort voor de associatie van sleedoorn en rode grondbraam.

## Verspreiding
Het verspreidingsgebied van bladhumusbraam strekt zich ruwweg uit over West-Zwitserland, Frankrijk, Luxemburg, België, Duitsland en Nederland.
In Nederland is bladhumusbraam een vrij algemene soort op de hogere zandgronden tussen ruwweg de Rijn en de Overijsselse Vecht alsmede in Zuid-Limburg.